# مارك رايت (لاعب دوري الرغبي)
مارك رايت (بالإنجليزية: Mark Wright)‏ هو لاعب دوري الرغبي أسترالي، ولد في 21 أغسطس 1955، وتوفي في 11 سبتمبر 2017.